# 小行星3112
小行星3112（3112 Velimir）是一颗围绕太阳公转的小行星。1977年8月22日，尼古拉·切爾尼赫在克里米亚发现了此天体。
該小行星以俄羅斯詩人維里米亞·赫列勃尼科夫命名。
这颗小行星的绝对星等为245.9601765844834等。